# Робер (соус)

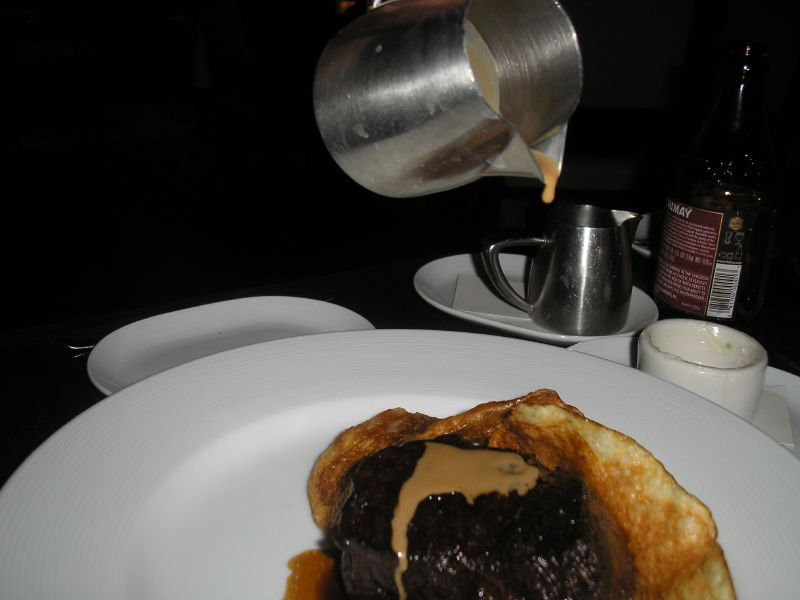
Стейк під соусом робер

Соус робе́р (фр. sauce Robert) — гарячий коричневий цибулевий соус французької кухні, який сервірують до м'яса та птиці гриль. Походження назви за чоловічим іменем Робер достовірно не відоме. Можливо, Робером звали автора рецепта, або соус назвали на честь знаменитого соусьє Робера Віно.
Для соусу робер, рубану цибулю пассерують у вершковому маслі, посипають борошном, гасять білим вином і заливають насиченим м'ясним бульйоном, проварюють і проціджують. Потім приправляють сіллю й перцем, а також гірчицею. Відповідно до рецептів у «Кухарському мистецтві» П. М. Зеленко соус робер також готують змішуванням тушкованої цибулі з готовим іспанським соусом або велюте з додаванням вершкового масла та гірчиці.
У казці Шарля Перро «Спляча красуня» під соусом робер людожерка королева-мати збирається з'їсти маленьку онучку Зорю.